# Amastridium
Amastridium — рід змій родини полозових (Colubridae). Представники цього роду мешкають в Мексиці і Центральній Америці.

## Види
Рід Amastridium нараховує 2 види:
- Amastridium sapperi (F. Werner, 1903)
- Amastridium veliferum Cope, 1860